# Lubomyr Husar
Lubomyr Husar, M.S.U., em ucraíno: Любомир Гузар (Lviv, 26 de fevereiro de 1933 – Kiev, 31 de maio de 2017) foi um cardeal ucraniano e foi líder da Igreja Greco-Católica Ucraniana e Arcebispo-Maior de Lviv entre 2001 e 2004 e de Kiev-Halyč, de 2004 até 2011.

## Biografia
Devido à difícil situação em seu país, em 1944 a família buscou refúgio em Salzburgo, na Áustria, e em 1949 migrou para os Estados Unidos; três semanas depois de sua chegada, ele entrou no seminário. Estudou no St. Basil's College, Stamford, Connecticut (filosofia); na Universidade Católica da América, em Washington D.C. (licenciado em teologia) e na Universidade Fordham, em Nova Iorque (filosofia, obteve a "habilitação").
Foi ordenado padre em 30 de março de 1958 pela Eparquia de Stamford dos Ucranianos. De 1958 a 1969, membro do corpo docente e prefeito do St. Basil's College Seminary, Stamford. De 1966 a 1969, pároco em Kerhonkson, NY. 
Foi estudar na Pontifícia Universidade Urbaniana de Roma (doutorado em teologia, com a tese: "Metropolita Andrew Sheptytsky - Pioneiro do Ecumenismo") entre 1969 e 1972. Depois, tornou-se professor de Eclesiologia na Pontifícia Universidade Urbaniana (1972-1984) e entrou para o Ordem dos Estuditas, em 1972; fez os votos em 24 de junho de 1972 e tornou-se superior do Mosteiro em Grottaferrata em maio de 1974.
Foi consagrado bispo em 2 de abril de 1977, na capela do mosteiro Estudita de Castelgandolfo, pelo Cardeal Josyp Slipyj, arcebispo maior de Lviv, coadjuvado por Ivan Prasko, bispo-titular de Zigris, e por Isidoro Borecky, bispo de Toronto dos Ucranianos, contudo, sem a aprovação papal. Nomeado arquimandrita dos Monges Estuditas na Europa e América, 23 de julho de 1978 e protosincello (vigário-geral) do arcebispo maior dos ucranianos, cardeal Myroslav Ivan Ljubačivs'kyj, então em Roma. Em 1993 voltou à Ucrânia com a comunidade de seu mosteiro. Organizou um novo mosteiro de monges estuditas na eparquia de Ternopil, em 1994.
Eleito pelo Sínodo dos Bispos da Igreja Greco-Católica Ucraniana como exarca da exarquia arquiepiscopal de Kiev-Vyshorod em 1995, foi confirmado pelo Papa João Paulo II e nomeado para Sé titular de Nisa na Lícia em 22 de fevereiro de 1996. Em 14 de outubro do mesmo ano, o Sínodo nomeou-o bispo-auxiliar do arcebispo maior de Lviv dos Ucranianos, como coadjutor com delegações especiais no governo pastoral da arquidiocese.
Foi nomeado pelo papa como administrador apostólico sede vacante et ad nutum Sanctæ Sedis da Arquieparquia Maior de Lviv, 23 de dezembro de 2000. Eleito arcebispo maior de Lviv em 25 de janeiro de 2001, teve a sua eleição confirmada pelo papa em 26 de janeiro de 2001.
Em 28 de janeiro de 2001, foi anunciada a sua criação como cardeal pelo Papa João Paulo II, no Consistório de 21 de fevereiro, em que recebeu o barrete vermelho e o título de cardeal-presbítero de Santa Sofia na Via Boccea. Com a mudança da sé da Arquieparquia maior de Lviv para Kiev, em 6 de dezembro de 2004 torna-se arcebispo maior de Kiev-Halyč, exercendo a Arquieparquia de Kiev. Renunciou ao cargo de arcebispo maior de Kiev-Halyč consoante o Cânon 126 § 2 do Código de Direito Canônico em 10 de fevereiro de 2011 por motivos de saúde devido a uma doença ocular mal tratada.
Faleceu em 31 de maio de 2017, às 18h30, em um hospital em Kiev, onde havia estado internado devido a uma doença grave. Bohdan Dzyurakh, bispo-titular de Vagada e bispo da Cúria da Igreja Greco-Católica Ucraniana, dera ao cardeal a unção dos enfermos um dia antes de sua morte. O sepultamento ocorreu em 5 de junho, na cripta da Catedral Patriarcal da Ressurreição de Cristo, em Kiev.

## Conclaves
- Conclave de 2005 - participou da eleição de Joseph Ratzinger como Papa Bento XVI.
- Conclave de 2013 - não participou da eleição de Jorge Mario Bergoglio como Papa Francisco, pois perdeu o direito ao voto em 26 de fevereiro de 2013.[nota 1]